# Fitri
Fitri er et af de tre departemanter, som udgør regionen Batha i Tchad.
12°51′03″N 17°33′39″Ø / 12.8508°N 17.5608°Ø